# 강진 옴천사 아미타불
옴천사 아미타불은 대한민국 전라남도 강진군 옴천면에 있다. 2005년 1월 16일 강진군의 향토문화유산 제28호로 지정되었다.

## 개요
아미타 석불은 경주 기림사 불석으로 조성되었다하며 최정업이 대흥사에서 수행 정진할 때 각성이 당부하기를 범해 각안이 대대로 물려온 부처라 했다 하다. 현 건물지는 옛 목암사지이며 도선국사가 창건했던 곳이라 전해 온다. 1960년에 영담이 만년암을 창건하고 옴천사로 개칭하다. 조성은 조선이며 손은 하품상생, 즉 9품 정토 하위의 세품계이며 극락왕생의 계급의 상품, 중품, 하품의 각 상위의 표시를 하고 있다.